# نوري شمس الدين
نوري جاسم شمس الدين (1907 - 1987) شاعر وكاتب عراقي. ولد في النجف ونشأ فيها يتعلّم على والده الذي كان عالمًا تقيًّا. مال منذه صغره إلى الأدب ودَرَج على معرفة الأدباء والعلماء من أصحاب والده، فنظم الشعر صغيرًا وان ذكيّ الفؤاد خفيف الروح. أصدر عام 1938 مجلة الخمائل صدر منها عددان ثم احتجبت. له شعر جيّد أوردته الكتب التي ترجمت له، ونشر بعضه في المجلات والصحف العراقية. توفي في بغداد ودفن في النجف. 

## سيرته
ولد نوري جاسم شمس الدين آل عزام في مدينة النجف سنة 1907م/ 1325 هـ. تتلمذ على أبيه، فأخذ عنه علوم العربية والعلوم الدينية، كما درس الأدب والشعر على غيره. نشر أشعاره في الصحف والمجلات.

نشط في المنتديات والحفلات الثقافية، ونشر شعره في كثير من الصحف والمجلات، وكان قد أصدر في الثلاثينيات مجلة الخمائل فضلاً عن مشاركته في صحف ومجلات أخرى، ونجح في الاتصال بكبار الإقطاعيين ورجال المال والسياسة، واقترب من مراكز السلطة.

توفي في بغداد سنة 1987 م/ 1408 هـ ودفن في النجف.

## شعره
ذكره عبد العزيز البابطين في معجمه وقال "نوّع في قافية القصيدة الواحدة، فجعلها في مقاطع، وجعل لكل مقطع قافية، وجاءت مقاطعه تمثيلاً لدفقات شعورية متجددة داخل الموضوع الواحد، فاتسم شعره بنزعة تجديدية، وإن جاء كثير من نظمه في الأغراض المألوفة التي منها الرثاء، والتهنئة. له معارضات منها معارضة لقصيدة «يا ليل الصب»، كما نظم الموشحات، وفيها يرق إيقاعه، وتصبح لغته أكثر جزالة، يتميز شعره بطول النفس والنزوع الوجداني في معانيه وأخيلته، وله موشحة تصدر عن صوتين: هو، وهي، مع الحفاظ على النسق الموسيقي الموشحي."

## مؤلفاته
- صحّح وقدّم وعلّق على كتاب القضاء العشائري تأليف فريق مزهر الفرعون، بغداد، 1941.